# 北岡崎站
北岡崎站（日语：／ Kita-okazaki eki */?）是位於愛知縣岡崎市葵町，屬於愛知環狀鐵道的愛知環狀鐵道線車站。

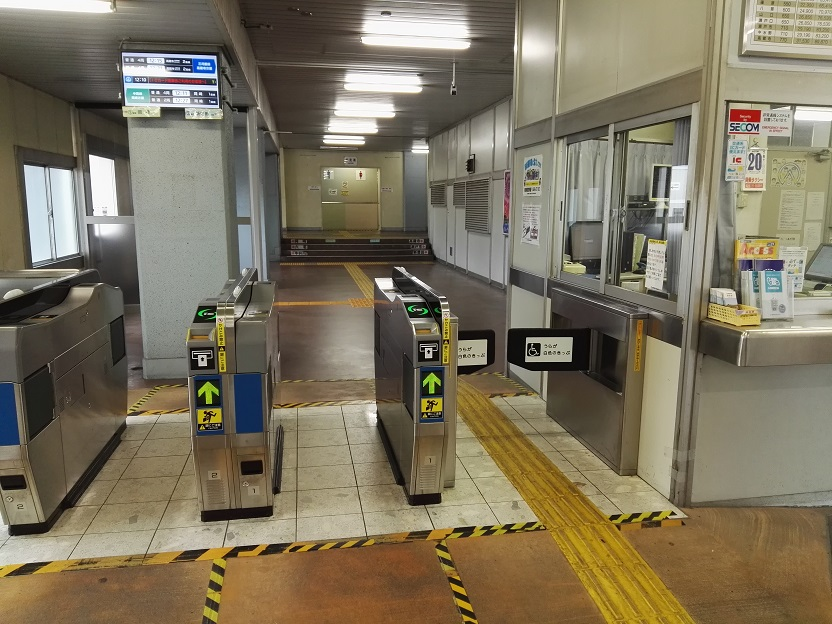
驗票口(2019年7月)

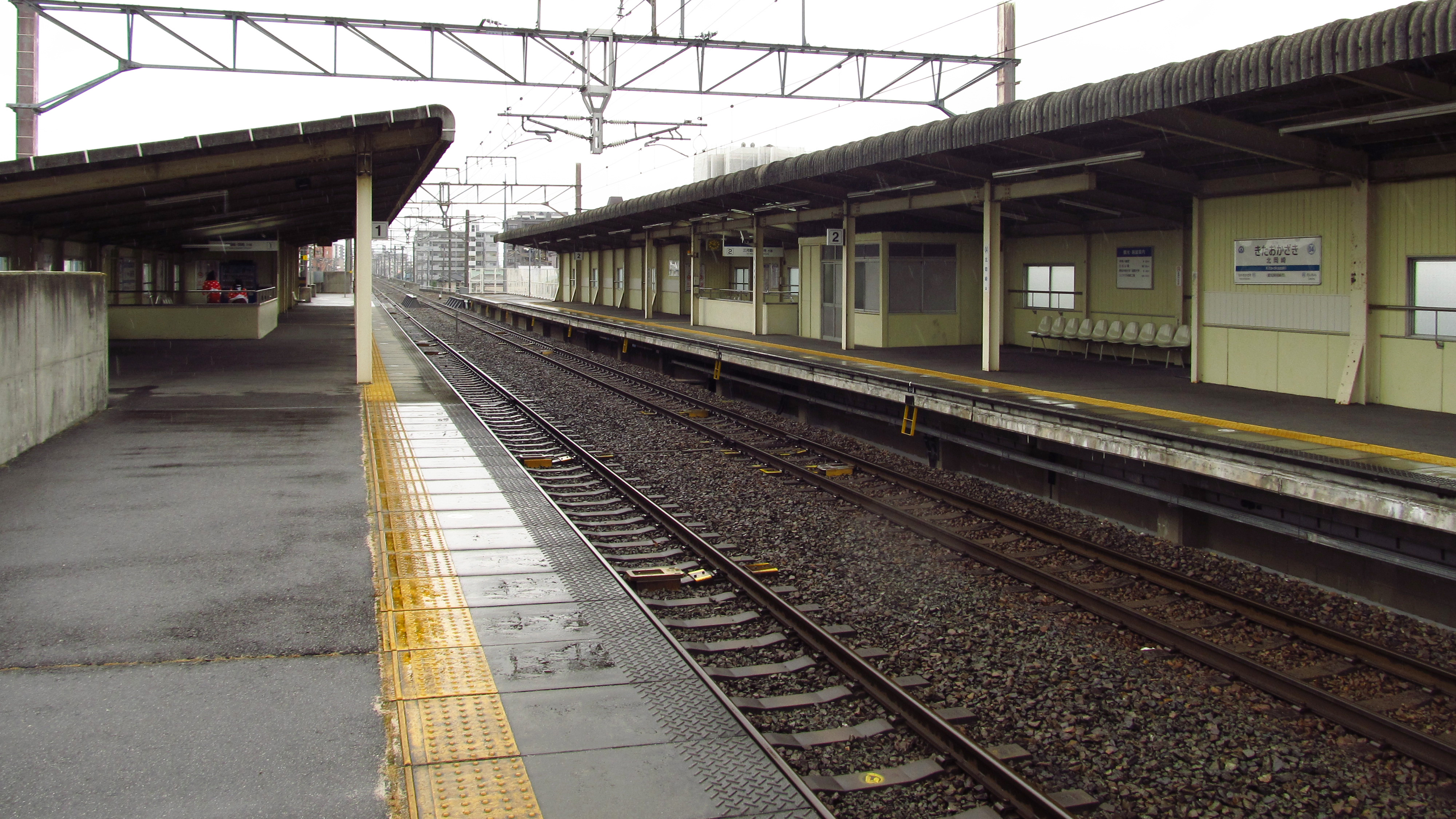
月台(2015年5月)

## 歷史
在1999年前，此站設有貨運列車（車載貨物）到發，該列車會駛往連接此站的專用線。後來只有臨時車載貨物列車停靠此站。最後由於再沒有貨物列車到發，最終在2010年4月1日，日本貨物鐵道（JR貨物）岡崎至此站之間 (5.3km) 的第二種鐵道事業廢止。名義上正式終止貨物起卸業務。 
- 1971年（昭和46年）10月1日 - 日本國有鐵道岡多線的貨運車站啟用。
- 1976年（昭和51年）4月26日 - 開設旅客業務。當時只有1面1線的單式月台。
- 1987年（昭和62年）4月1日：伴隨國鐵分割民營化，車站由東海旅客鐵道（JR東海）和日本貨物鐵道（JR貨物）營運。
- 1988年（昭和63年）1月31日 - 岡多線由愛知環狀鐵道繼承[2]，使此站成為和JR貨物的車站。
- 1999年（平成11年）12月4日 - 取消所有貨運列車班次[3]。
- 2001年（平成13年）12月23日 - 中岡崎至此站之間成為雙線鐵路[3][4]。
- 2009年（平成21年）5月27日 - 引入自動閘機[3]。
- 2010年（平成22年）4月1日 - JR貨物車站廢止[1]。
- 2019年（平成31年）3月2日 - 此站開始可以使用IC卡「TOICA」[5]。
- 2021年（令和3年） 
  - 2月9日 - 車站增設升降機和多功能廁所。當中多功能廁所只可於車站營業時間內使用[6]。
  - 7月1日 - 車站營業時間變更[7]。

## 車站構造
本站是高架車站，設有2面2線相對式月台。站内設有自動售票機和自動閘機。此站是有人車站，但在早上（早上7時前）、日間（中午12時30分～下午2時30分）和夜間（晚上7時15分後）則為無人車站，需要使用專用出入口進出車站。自動閘機只設於通常的出入口。

### 月台
| 月台 | 路線            | 上下行 | 方向                 |
| ---- | --------------- | ------ | -------------------- |
| 1    | ■愛知環狀鐵道線 | 上行   | 中岡崎、岡崎方向     |
| 2    | ■愛知環狀鐵道線 | 下行   | 三河豐田、高蔵寺方向 |

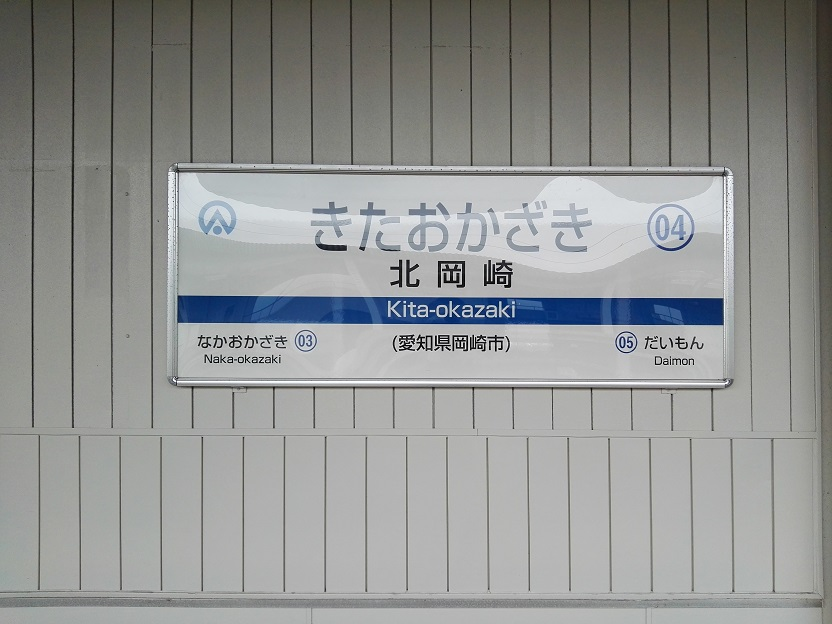
站名牌
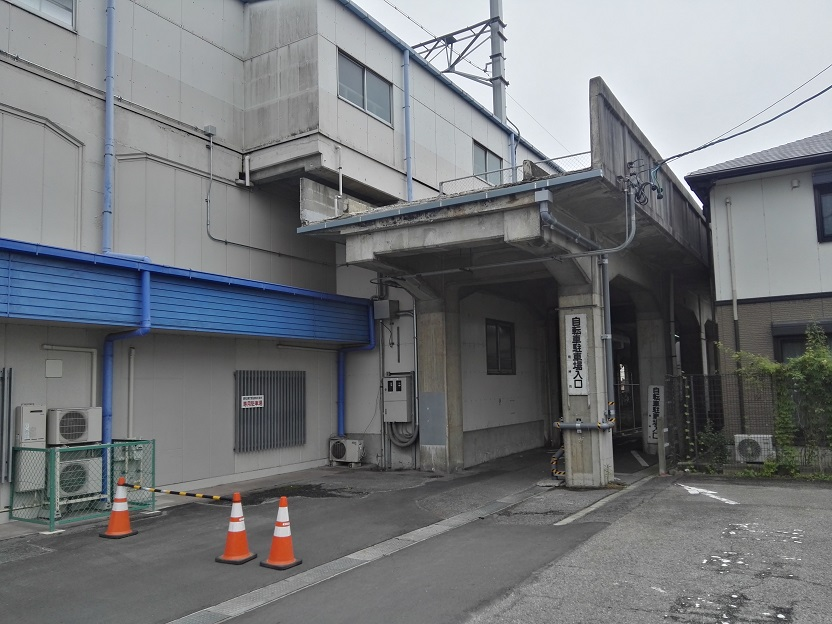
專用線的遺址
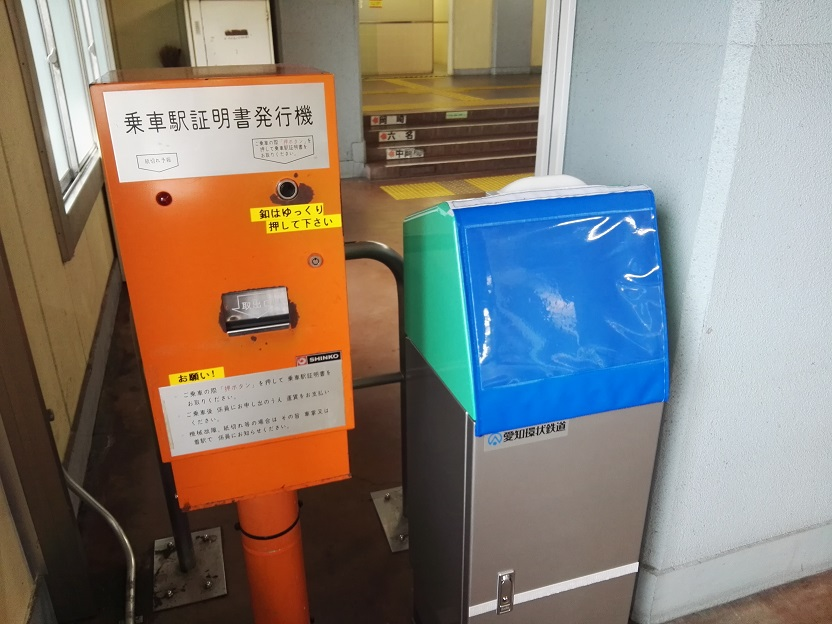
無人車站時使用的閘口

### 專用線（已廢止）
在車站南邊設有分支。該分支是一條專用線，連接附近UNITIKA岡崎工場。專用線在車站啟用時已經存在，在車站啟用前，專用線是連接名鐵舉母線大樹寺站。在專用線晩年會從黑崎站運送對苯二甲酸，直至1995年前會運送乙二醇（均為製造聚酯的原料）。

## 使用狀況
根據「愛知縣統計年鑑」、「岡崎市統計書」和「移動等圓滑化取組報告書」，以下為1日平均使用人次列表。2005年度的使用人次比前後年度特別高，這可能是由於當年舉行了愛知萬博而有所影響。
| 年度   | 1日平均 上下車人次 | 1日平均 乘車人次 |
| ------ | ------------------ | ---------------- |
| 2004年 |                    | 1,006            |
| 2005年 |                    | 1,187            |
| 2006年 |                    | 1,071            |
| 2007年 |                    | 1,243            |
| 2008年 |                    | 1,370            |
| 2009年 |                    | 1,278            |
| 2010年 |                    | 1,309            |
| 2011年 |                    | 1,656            |
| 2012年 |                    | 1,693            |
| 2013年 |                    | 1,747            |
| 2014年 |                    | 1,676            |
| 2015年 | 3,476              | 1,738            |
| 2016年 | 3,497              | 1,748            |
| 2017年 | 3,590              | 1,795            |
| 2018年 | 3,684              | 1,842            |
| 2019年 | 3,714              |                  |
| 2020年 | 2,941              |                  |

## 車站周邊
- Apita岡崎北店
- 岡崎Grand Bowl
- UNITIKA（日语：ユニチカ）岡崎工場
- 岡崎市立看護專門學校（日语：岡崎市立看護専門学校）
- 愛知縣立岡崎西高等學校（日语：愛知県立岡崎西高等学校）
- 愛知縣立岡崎北高等學校（日语：愛知県立岡崎北高等学校）
- 愛知學泉大學（日语：愛知学泉大学）岡崎校園
- 岡崎城西高等學校（日语：岡崎城西高等学校）
- 國道248號（日语：国道248号）
- 愛知縣道56號名古屋岡崎線（日语：愛知県道56号名古屋岡崎線）（平針街道）
- 伊賀八幡宮（日语：伊賀八幡宮）

### 巴士路線
名鐵巴士
- （經石神橋、梅園）前往名鐵東岡崎
- （經康生町、東岡崎、大西町）前往JR岡崎站前
- （經橋目）前往雙葉產業（日语：フタバ産業）前

## 相鄰車站
愛知環狀鐵道
愛知環狀鐵道線
中岡崎（03）－北岡崎（04）－大門（05）

## 注腳
1. 1 2  國土交通省鐵道局（監修） (编). . 電氣車研究會·鐵道圖書刊行會. 2010-09-29: 13. ISBN 978-4885481161 （日语）.
2. ↑  企業情報 沿革 （页面存档备份，存于）（日語）　愛知環狀鐵道
3. 1 2 3  《愛知環状鉄道の30年》年表，愛知環狀鐵道株式會社，2019年
4. ↑  プレスリリース 平成13年12月ダイヤ改正について（日語）　愛知環狀鐵道（Wayback machine存檔）
5. ↑   (PDF) (新闻稿). 愛知環状鉄道. 2018-12-12  [2020-11-08]. （原始内容 (PDF)存档于2019-06-02） （日语）.
6. ↑   (新闻稿). 愛知環状鉄道. 2021-02-17  [2021-07-04]. （原始内容存档于2021-07-03） （日语）.
7. ↑   (新闻稿). 愛知環状鉄道. 2021-06-17  [2021-07-04]. （原始内容存档于2021-07-03） （日语）.
8. ↑  岡崎市統計書 （页面存档备份，存于）（日語） - 岡崎市
9. ↑  移動等円滑化取組計画書・報告書 （页面存档备份，存于）（日語） - 愛知環狀鐵道
10. ↑  愛知県統計年鑑 （页面存档备份，存于）（日語） - 愛知縣

## 外部連結
- 北岡崎站資訊 （页面存档备份，存于）（日語） - 愛知環狀鐵道